# Pożytkowo (stacja kolejowa)
Pożytkowo (ros. Пожитково) – stacja kolejowa na granicy rejonu narofomińskiego, w obwodzie moskiewskim oraz Moskwy, w Rosji. Położona jest na Wielkim Pierścieniu Kolei Moskiewskiej.
Na terenie stacji znajduje się najdalej na zachód wysunięty punkt Moskwy.

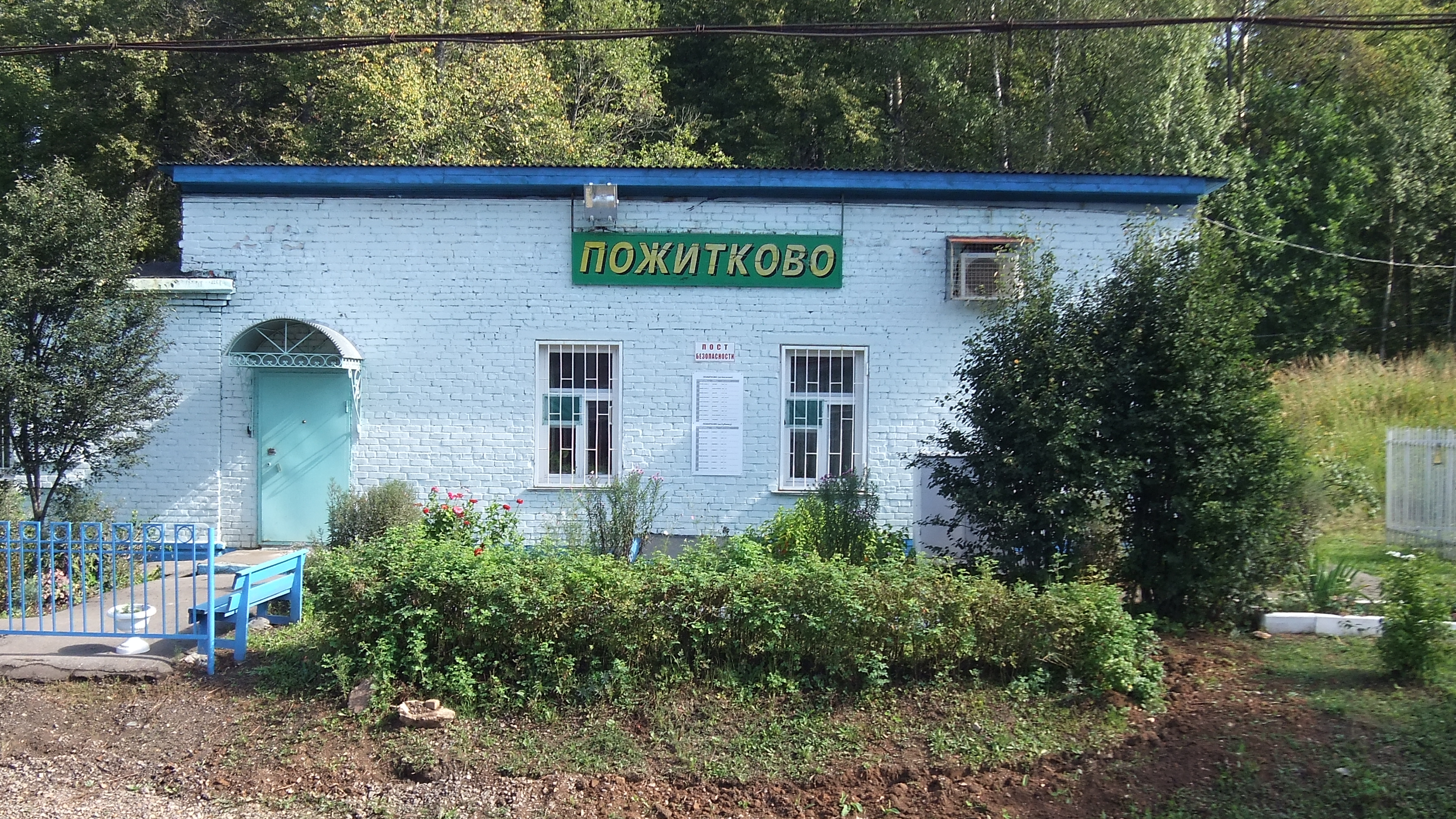